# McLaren MP4-14
Chronologie des modèles (1999)
McLaren MP4-13 McLaren MP4-15
La McLaren MP4-14 est une monoplace de Formule 1 engagée par l'écurie britannique McLaren Racing pour le championnat du monde de Formule 1 1999. Elle est pilotée par le Finlandais Mika Häkkinen et le Britannique David Coulthard.

## Historique
La McLaren MP4-14 est une évolution de la MP4-13 et est ainsi très semblable à sa devancière, bien que Ron Dennis affirme que seulement 10 % des pièces de l'année précédente ont été réutilisées. L'aérodynamisme très travaillé constitue la grande force de McLaren face à ses rivales. Mercedes-Benz a pour sa part produit un nouveau V10 plus compact, plus léger et situé plus bas dans le châssis, ce qui constitue un avantage face à Ferrari.
Cette monoplace est la meilleure du plateau 1999 mais des soucis de fiabilité et des erreurs de la part des deux pilotes manquent de peu de transformer cette campagne en échec. Häkkinen arrache finalement son deuxième titre mondial mais McLaren perd le titre constructeur au profit de Ferrari.

## Résultats en championnat du monde de Formule 1

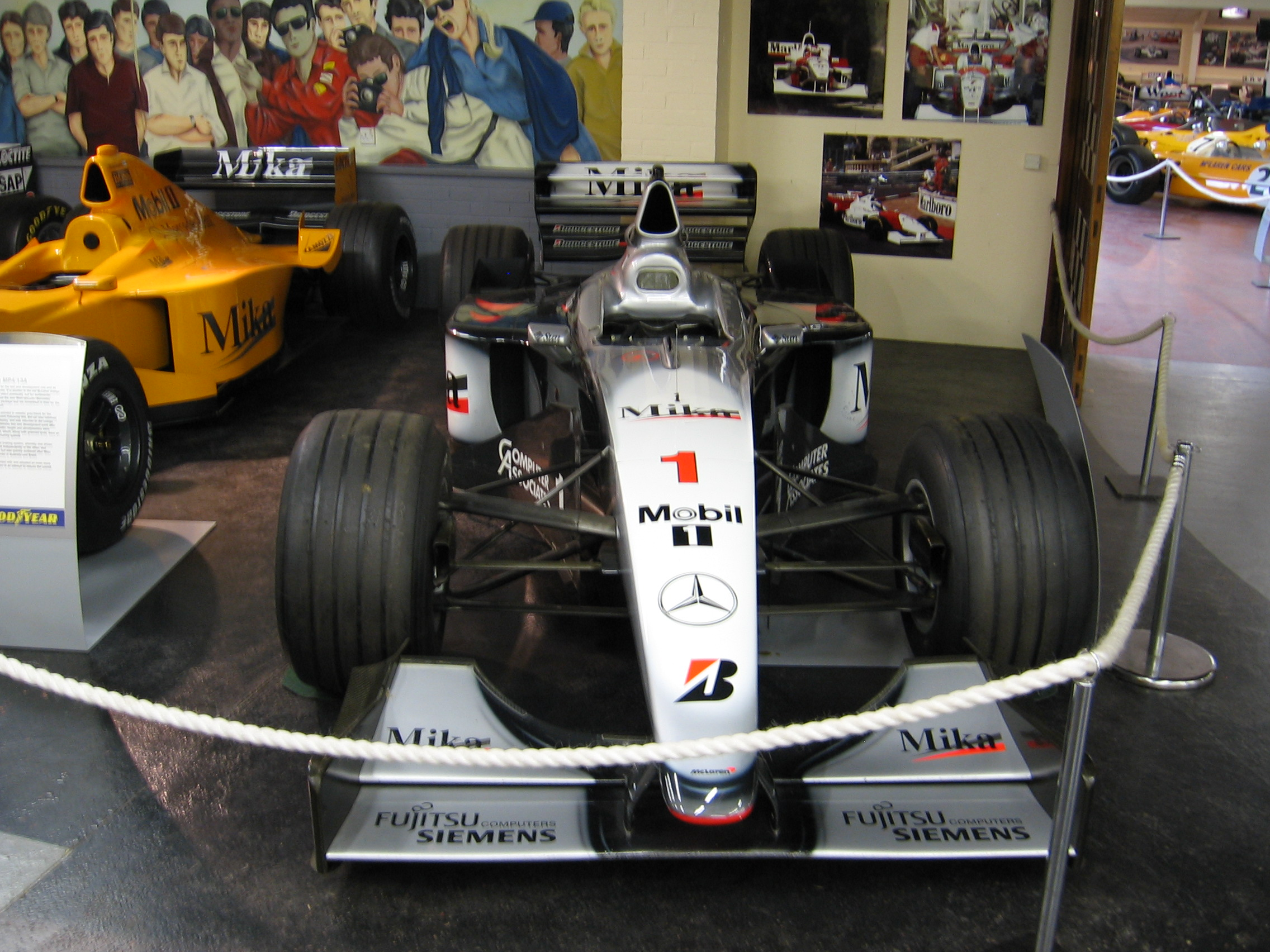
La McLaren MP4-14 exposée au McLaren Hall à Donington.

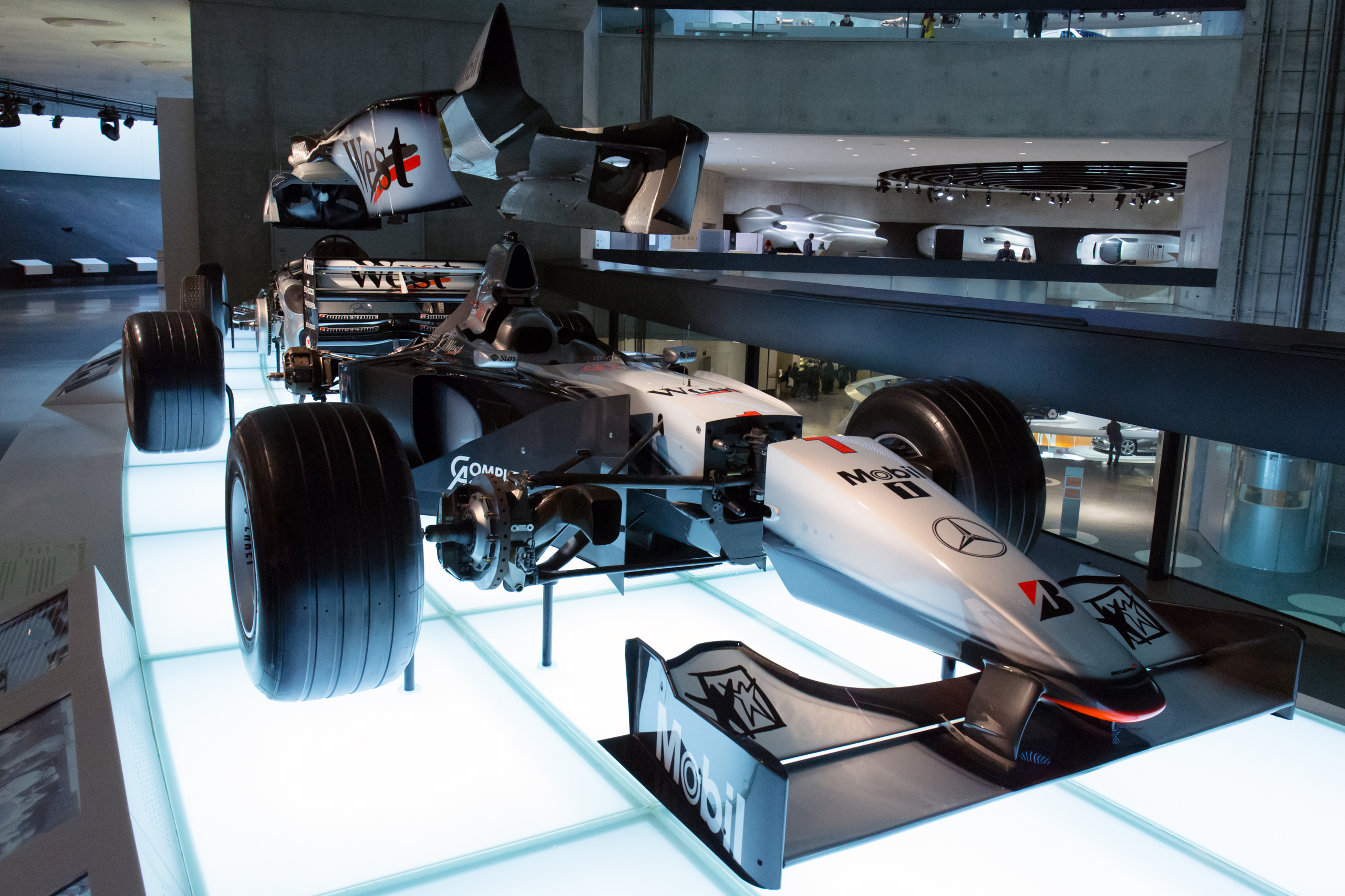
Explosé de la McLaren MP4-14 au Mercedes-Benz Museum.

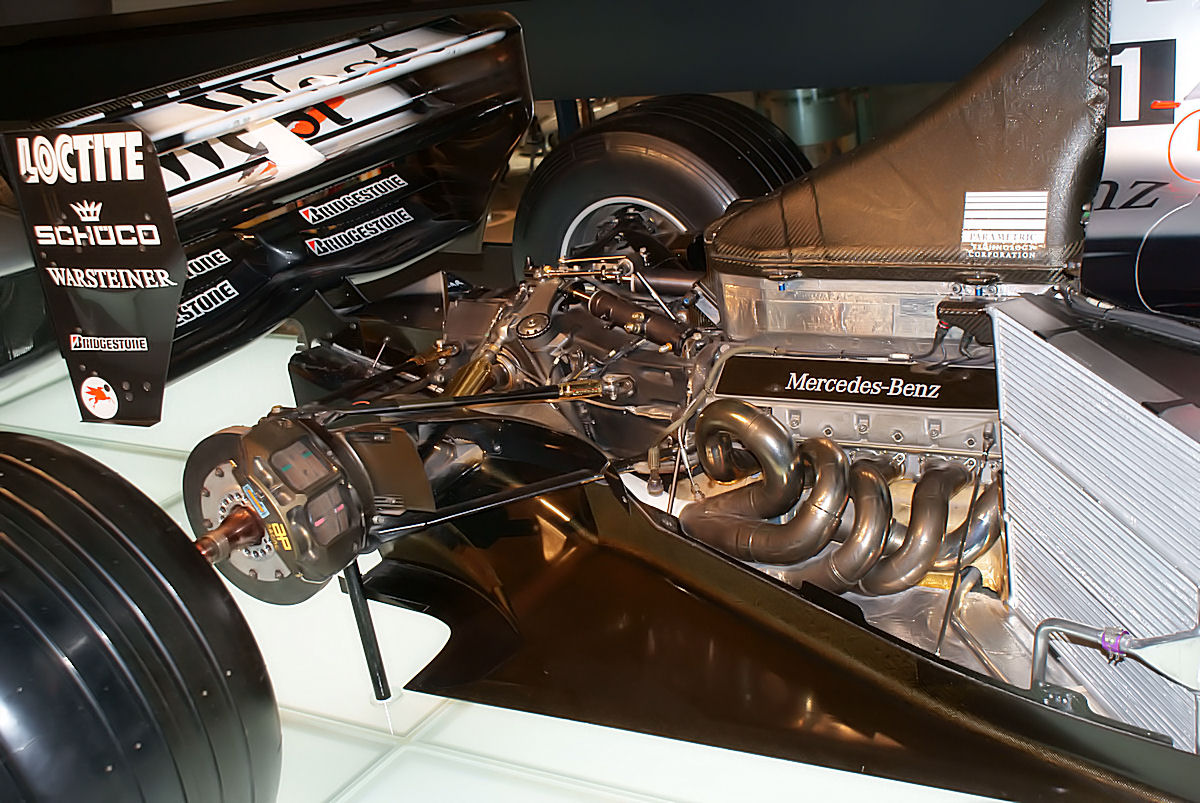
Le V10 Mercedes-Benz FO110H

| Saison | Écurie                | Moteur                    | Pneus       | Pilotes         | Courses | Courses | Courses | Courses | Courses | Courses | Courses | Courses | Courses | Courses | Courses | Courses | Courses | Courses | Courses | Courses | Points inscrits | Classement |
| Saison | Écurie                | Moteur                    | Pneus       | Pilotes         | 1       | 2       | 3       | 4       | 5       | 6       | 7       | 8       | 9       | 10      | 11      | 12      | 13      | 14      | 15      | 16      | Points inscrits | Classement |
| ------ | --------------------- | ------------------------- | ----------- | --------------- | ------- | ------- | ------- | ------- | ------- | ------- | ------- | ------- | ------- | ------- | ------- | ------- | ------- | ------- | ------- | ------- | --------------- | ---------- |
| 1999   | West McLaren Mercedes | Mercedes-Benz FO 110H V10 | Bridgestone |                 | AUS     | BRÉ     | SMR     | MON     | ESP     | CAN     | FRA     | GBR     | AUT     | ALL     | HON     | BEL     | ITA     | EUR     | MAL     | JAP     | 124             | 2e         |
| 1999   | West McLaren Mercedes | Mercedes-Benz FO 110H V10 | Bridgestone | Mika Häkkinen   | Abd     | 1er     | Abd     | 3e      | 1er     | 1er     | 2e      | Abd     | 3e      | Abd     | 1er     | 2e      | Abd     | 5e      | 3e      | 1er     | 124             | 2e         |
| 1999   | West McLaren Mercedes | Mercedes-Benz FO 110H V10 | Bridgestone | David Coulthard | Abd     | Abd     | 2e      | Abd     | 2e      | 7e      | Abd     | 1er     | 2e      | 5e      | 2e      | 1er     | 5e      | Abd     | Abd     | Abd     | 124             | 2e         |

Légende : ici 